# 1868 a vasúti közlekedésben
Ez a szócikk a 1868-ban történt vasúti eseményeket mutatja be.

## Események a világban
- Október 1. - Megnyílik a Midland Railway  vasút St Pancras pályaudvara Londonban

## Események Magyarországon
- július 1. – A Magyar Államvasutak megalapítása.
- július 29. - augusztus 21. - Magyarország és Ausztria a mindkét állam területén működő közös vasutak ügyében egyezményt ír alá[1]
- december 6. - Szentesíti a király a Magyar Keleti Vasút kiépítéséről szóló XLV. törvénycikket. Az engedélyezett fővonal a Nagyvárad–Kolozsvár–Tövis–Segesvár–Brassó-vasútvonal. A kiépítésére a Waring Károly és Társai cég kapja meg az engedélyt. Ehhez a vasúttársasághoz fűződik a legnagyobb magyarországi vasútpanama.[2]